# Och i Wienerwald står träden kvar
Och i Wienerwald står träden kvar är en facklitterär bok från 2011 av Elisabeth Åsbrink. Boken handlar om pojke vid namn Otto, som kommer till Sverige från ett Österrike som var präglat av nazism i slutet av 1930-talet. 

## Innehåll
Boken är baserad på 500 brev skrivna till en pojke, som kom till Sverige 1939 på flykt undan nazisterna, från hans föräldrar i Wien. Boken väckte stor uppmärksamhet på grund av de nya uppgifterna om att Ikea-grundaren Ingvar Kamprad var övervakad av Allmänna Säkerhetspolisen, som 1943 upprättade en akt över honom med rubriken "nazist", samt att Kamprad i en intervju med Åsbrink 2010 visade sig lojal med fascistledaren Per Engdahl. Vid Kamprads bortgång omnämndes uppgifterna i boken i New York Times.

## Mottagande
Boken har bland annat fått läsare att ta initiativ till en minnesplakett över pojken Ottos familjs vid deras hemadress Löwengasse 49 i Wien.
Boken har översatts till bland annat engelska, tyska, holländska, polska, danska, norska, slovakiska och estniska.

### Priser och utmärkelser
Åsbrink tilldelades Augustpriset 2011 i den facklitterära kategorin för boken samt Ryszard Kapuscinski-priset 2013 och Dansk-Svensk Kulturfonds pris 2013.